# SN 1998ca
SN 1998ca – supernowa typu II odkryta 24 kwietnia 1998 roku w galaktyce A121329-0623. W momencie odkrycia miała maksymalną jasność 18,80m.